# Bisel
Bisel település Franciaországban, Haut-Rhin megyében. Lakosainak száma 542 fő (2022. január 1.). Bisel Largitzen, Seppois-le-Haut, Mooslargue, Mœrnach, Feldbach, Heimersdorf és Ruederbach községekkel határos.

## Népesség
A település népességének változása:
| Lakosok száma | 553  | 540  | 564  | 544  | 545  | 546  | 543  | 542  | 542  |
|               | 2013 | 2015 | 2016 | 2017 | 2018 | 2019 | 2020 | 2021 | 2022 |